# Piotrków (gmina w guberni warszawskiej)
Piotrków (alt. Piotrkowo; od 1874 Radziejów) – dawna gmina wiejska istniejąca przejściowo w XIX wieku w guberni warszawskiej. Siedzibą władz gminy był Piotrków, który w latach 1867–1870 stanowił odrębną miejską jednostkę administracyjną.
Za Królestwa Polskiego gmina Piotrków należała do powiatu radiejewskiego (od 1871 nieszawskiego) w guberni warszawskiej.
31 maja 1870 do gminy Piotrków przyłączono pozbawiony praw miejskich Radziejów, natomiast pozbawiony praw miejskich 28 sierpnia 1870 Piotrków  nie włączono do gminy Piotrkowo, lecz do sąsiedniej gminy Wymysłowo, którą równocześnie przemianowano na gminę Gradowo.
W 1874 roku gminę Gradowo, przyłączywszy do niej Piotrków z dotychczasowej gminy Piotrków, przemianowano na gminą Piotrków, natomiast istniejącą dotychczas gminę Piotrków (z Radziejowem) przemianowano na gminę Radziejów.
Poniższa tabela przedstawia tę złożoność, między innymi zmianę znaczenia odpowiednika gminy Piotrków:
| Rok  | Gmina północna                              | Gmina południowa                          |
| ---- | ------------------------------------------- | ----------------------------------------- |
| 1867 | gmina Piotrków                              | gmina Wymysłowo                           |
| 1870 | gmina Piotrków + zniesiono miasto Radziejów | gmina Gradowo + zniesiono miasto Piotrków |
| 1874 | gmina Radziejów z osadą Radziejów           | gminą Piotrków z osadą Piotrków           |